# テオドール・リット
テオドール・リット（Theodor Litt、1880年12月27日 - 1962年7月16日）は、ドイツの教育学者で、同時に哲学者。ヴィルヘルム・ディルタイの流れを汲む。思想的には、ヘーゲル主義者。特に、20世紀末のドイツの教育学を主導したクラフキ（Wolfgang Klafki）に大きな影響を与えたことでも知られる。ライン河畔のデュッセルドルフの生まれ。

## 生涯
1899年、ケルン大学に入学。古典語、歴史と哲学を学び、1904年古典文献学で学士、第一回目の国家試験を合格。その後、教員候補生、ケルンで高等学校の教員をした後、1919年ボン大学で員外教授。そして、文化教育学の泰斗で、ナチスの迫害にも屈しなかったシュプランガーの後任としてライプツィヒ大学で哲学と教育学の教授に就任する。1937年自ら希望して退職。1941年講演活動も禁止され、1946年一時再度、講義も禁止、1947年は、ライプツィヒとボンの間を行き来し、1952年、最終的に大学の職を辞した。1962年ボンで亡くなっている。学者としての位置づけに加えて、ナチスに節を曲げなかった潔さは、戦後のドイツでは、学者としての範を為すものとみなされた。

## 学者としてのリット
哲学者としてのリットは、強く弁証法的思考の影響を蒙っている。これについて、彼は一方では、カントやヘルダーとの対決を通して、他方ではヘーゲルからかなりの示唆を得ている。彼は、シュプランガー、ノール、フリットナー、そしてヴェニガーのように精神科学的教育学の範疇に分類されている。
彼自身は、自らの立場を文化教育学と呼んでいる。この呼称で彼は、学びにおける主体性を持った個人の意義というものを強調しようとした。つまり、私と世界は、互いに対峙し、相互的な影響し、互いに自らを開示するという関係にあるのであって、徒に体制におもねったり、国家の色に素直に服従するものではないというのである。 
リットは、教養の内容がそれ自体でも価値あることをしばしば強調した。教育価値と教育財は、学習過程の中で決して、同でもいいような器や単なる手段に貶められてはいけないというのである。

## 主要な著作
リットは、教育の学問論、教授方法、文化哲学から、哲学、人間学まで幅広い著作を執筆している。『指導か放任か』は、教育の方法を語る上で、教育学史の古典とみなされている。
- Geschichte und Leben (1918, 1930)
- Individuum und Gemeinschaft (1919; 1926)
- Erkenntnis und Leben (1923)
- Die Philosophie der Gegenwart und ihr Einfluss auf das Bildungsideal (1925; 1930)
- Möglichkeiten und Grenzen der Pädagogik (1926; 1931)
- Führen oder Wachsenlassen (1927) 
  - 『教育の根本問題　指導か放任か』明治図書 1986年
- Denken und Sein (1948)
- Mensch und Welt (1948; 1961)
- Staatsgewalt und Sittlichkeit（1948）
  - 『国家権力と倫理』東信堂 2023年
- 「弁証法の美学 テオドール・リット最晩年の二つの記念講演から」小笠原道雄・山名淳編訳 2019年 東信堂
- 科学の公的責任 科学者と私たちに問われていること」小笠原道雄・野平慎二編訳 2015年 東信堂

## 評伝
- 「テオドール・リット:人と作品　時代と格闘する哲学者・教育者」小笠原道雄著 2022年 東信堂
- 「テオドール・リット研究 時代と格闘する哲学者・教育者」小笠原道雄著 2024年 東信堂 - 絶版回収処分